# Удам, Хальянд
Хальянд Удам (эст. Haljand Udam; 8 мая 1936, Раквере — 17 декабря 2005, Витербо, Лацио) — эстонский востоковед и переводчик.

## Биография
Удам родился в Раквере в 1936 году. Окончил Тартуский университет по специальности геолог, но вскоре увлекся восточной культурой, в том числе древнеиранской литературой. Изучал восточные языки в Ташкентском университете и Московском государственном университете. Первоначально специализируясь на индологии, он заинтересовался философами-традиционалистами, такими как Генон. В 1971 году в Москве защитил кандидатскую диссертацию («Об особых семантических аспектах персидской суфийской терминологии»). Удам перевел на эстонский несколько произведений с арабского (Ибн Туфайля), персидского (Рудаки, Саади, Али Сафи), урду, таджикского и других языков, в том числе «Рубайат» Омара Хайяма. Он также работал редактором и сотрудничал с Эстонской энциклопедией (Eesti Entsüklopeedia).
Некоторые из его статей по востоковедению также были опубликованы в журналах на иностранных языках. Незадолго до смерти Удам успел закончить перевод Корана на эстонский язык. Он был опубликован 19 декабря 2007 года. Удам был также известен как один из немногих эстонских интеллектуалов, присоединившихся к Консервативной революции.
Удам был ведущим исследователем ислама в Эстонии. Он умер в Витербо, Италия, в 2005 году.